# Heathenology
Heathenology è la prima raccolta/box set pubblicata dalla band heavy metal Balance of Power, nel 2005.

## Tracce
Disco 1 - "Archives of Power" Audio CD
1. "Prisoner of Pride"
2. "Fire Dance"
3. "Stranger Days to Come"
4. "Higher than the Sun"
5. "Seven Days into Nevermore"
6. "The Pleasure Room"
7. "The Other Side of Paradise"
8. "Blind Man"
9. "Book of Secrets"
10. "Savage Tears"
11. "Do You Dream of Angels"
12. "One Voice"
13. "Against the Odds"

Disco 2 - "Heathenology Live 2004" Audio CD
1. "The Rising"
2. "Heathen Machine"
3. "Chemical Imbalance"
4. "Shelter Me"
5. "Searching for the Truth"
6. "Ten More Tales of Grand Illusion"
7. "No Place Like Home"
8. Guitar Solo
9. "Walking on Top of the World"
10. "Wake Up Call"
11. "Day Breaker"
12. "Sins of the World"

Disco 3 - "Heathenology Live 2004" DVD
1. Balance of Power - Live in concert
2. Special Features

## Formazione
- John K - voce
- Pete Southern - chitarra
- Tony Ritchie - basso
- Lionel Hicks - batteria

Altri musicisti
- Leon Lawson - tastiere